# Amours à mort
Pour plus de détails, voir Fiche technique et Distribution.
Amours à mort (Meurtres en Moselle) est un téléfilm français réalisé par Olivier Barma. Il fait partie de la collection Meurtres à.

## Synopsis
Sur le site de l'usine sidérurgique d'Uckange, dans la vallée de la Fensch en Moselle, se trouve une scène de crime aussi spectaculaire que déconcertante. La victime est l'ancien directeur du site. Clément Leroy, capitaine de la section criminelle de la gendarmerie de Metz, entreprend une enquête et renoue avec son amour d'enfance, Laure Thouvenin, la fille de la victime et spécialiste de l'histoire industrielle. Alors que cette femme libre et non conventionnelle s'implique de plus en plus dans l'affaire, Leroy et elle découvrent l'histoire choquante de leurs familles respectives s'étalant sur trois générations.

## Fiche technique
- Réalisation : Olivier Barma
- Scénario : Camille Guichard et David Crozier
- Production : Quad télévision avec la participation de France 3
- Producteurs : Roman Turlure et Iris Bucher
- Directeur de production :
- Photographie : Serge Dell'Amico
- Décors : Patric Valverde
- Costumes : Marie-Noëlle Van Meerbeeck
- Régisseur général :
- Pays d'origine :  France
- Langue originale : français
- Genre : policier
- Durée : 90 minutes
- Date de diffusion :  
  -  27 janvier 2019, sur La Une
  -  2019, sur RTS Un
  -  5 septembre 2020, sur France 3

## Distribution
- Jérôme Robart : Commandant Clément Leroy
- Jeanne Bournaud : Laure Thouvenin
- Sam Karmann : François Leroy
- Jean-Pierre Malo : Antoine Thouvenin
- Marie Narbonne : Elsa Thouvenin
- Nicole Gueden : Jeanne Leroy
- Antoine Coesens : Pierre Langlois
- Pierre Laplace : Jean-Luc Gardet
- Alex Fondja : Mattéo Angama
- Hans Peter Cloos : Alexander Manstein
- Audrey Marain : Jeanne Leroy (en 1947)
- Cyril Fragnière : Victor Manstein
- Teddy Candela : Gaston Thouvenin
- Christian Drillaud : Gilles Thouvenin

## Tournage
Le tournage a lieu en juin et juillet 2018 principalement à Uckange et sur le site de l'usine sidérurgique d'Uckange (en particulier le haut-fourneau U4), à Metz et Nancy et leurs environs,.

## Audiences
Le film a été diffusé sur France 3 le samedi 5 septembre 2020 devant 3 564 000 téléspectateurs.